# Niklashauser Fart
Niklashauser Fart ist ein Film von Rainer Werner Fassbinder aus dem Jahr 1970. Der Film war die erste Fernsehproduktion von Fassbinder, hergestellt im Auftrag des WDR. Er wurde im Mai 1970 in nur 20 Tagen gedreht. Das Budget betrug 550.000 Deutsche Mark. Der Film wurde erstmals am 26. Oktober 1970 in der Reihe Fernsehspiel am Montag im Programm der ARD gezeigt.
Die Geschichte basiert auf einer historischen Begebenheit im fränkischen Niklashausen, wo im Jahr 1476 der Viehhirte Hans Böhm, genannt „Pauker von Niklashausen“, soziale Gleichheit predigte und innerhalb von drei Monaten 70.000 Anhänger um sich gesammelt haben soll. Er wurde auf Veranlassung des Würzburger Bischofs als Ketzer verhaftet und auf dem Scheiterhaufen verbrannt.
Um 1490 war als Druckschrift unter dem Titel Die nicklas hausser fart (von mittelhochdeutsch vart: Reise, Wallfahrt) der paargereimte spruch von dem baucker zcu nyckelshaussen von einem aus dem Umfeld des Würzburger Bischofs stammenden Verfasser erschienen.

## Handlung
Drei Freunde, der Bauer Antonio, ein „schwarzer Mönch“ in schwarzer Lederjacke und Johanna überlegen, mit welchen Mitteln sie das Volk dazu bringen können zu revoltieren, wenn sie nur drei oder vier Leute zur Verfügung haben, auf die Menschen einzuwirken. Sie stellen fest, dass es Agitation, Schulung und ihr kämpferisches Beispiel braucht, aber auch Theatereffekte erlaubt sind, wenn dadurch ihre Agitation wirkungsvoller wird. Sie kommen mit dem Viehhirten Hans zusammen, der Trommel schlagend gegen die Gleichgültigkeit predigt. Es bleibt ihnen nicht verborgen, dass der Prediger eine ganz besondere Ausstrahlung hat, die bewirkt, dass die Menschen ihm zuhören.
Eine wohlhabende Frau namens Margarete ist von dem Prediger fasziniert und angezogen. Sie lässt ihn und seine Freunde bei sich wohnen, biedert sich an und bringt schließlich ihnen zum Gefallen ihren todkranken Mann um.
Der Prediger sagt, die Jungfrau Maria habe ihm ein Zeichen gegeben, dass die Menschen sich nicht mehr mit sozialer Ungerechtigkeit abfinden sollten. Die Kirche hält dem Prediger eine Gegenpredigt: Jeder revolutionäre Aufstand bringe Störungen des Gleichgewichts; man dürfe ein Übel nicht mit einem noch größeren vertreiben. Humanismus sei, wenn die Armen aus dem, was ihnen von den Reichen angeboten werde, friedlich auswählen würden. Der Prediger jedoch lässt sich von seinen Vorstellungen nicht abbringen und ruft zur Enteignung, zur Gründung von Aktionskomitees und genossenschaftlicher Organisation auf. Einige Bauern folgen ihm unter seinem Gesang von der „Blutroten Fahne“; auch andere Bauern kommen nach Niklashausen, als sie hören, dass dort eine Landverteilung stattfinden soll. Die Freunde merken aber nach einiger Zeit der Agitation, dass die Anhänger die Botschaft des Volksaufstandes nicht verstehen, so dass sie Johanna instruieren, als Jungfrau Maria zum Volk zu sprechen. Doch auch das nutzt nichts. Obwohl sie feststellen, dass sie sich verrennen, sieht der Prediger den Zeitpunkt gekommen, zum bewaffneten Volksaufstand aufzurufen.
Ein Niklashauser Bürger hat den Prediger jedoch beim dekadent lebenden Bischof verleumdet. Der lässt ihn von vier Uniformierten verhaften, von denen zwei als deutsche Polizisten und zwei als amerikanische Militärpolizisten gekleidet sind. Bei der Verhaftung auf einem Campingplatz richten sie ein Massaker an. Der Prediger, Antonio und der schwarze Mönch hängen zur Hinrichtung an Kreuzen, unter denen Scheiterhaufen aufgetürmt sind. Die Kreuze befinden sich inmitten eines Autofriedhofs, auf den der Bischof mit einer Luxuslimousine gefahren kommt, um den Befehl zur Verbrennung zu geben. Aus dem Hintergrund erschießt ein Anhänger des Predigers die bewachenden Polizisten.
Ein neues Mitglied der Gruppe liest einen Text, in dem die Weltrevolution ausgerufen und der Liedtitel von Ton Steine Scherben zitiert wird „Macht kaputt, was euch kaputt macht“. Anschließend sieht man die Gruppe in einem verlustreichen Feuergefecht vor einem brennenden Haus. Die Stimme des schwarzen Mönches sagt zuletzt, offenbar in Anlehnung an die Geschichte Fidel Castros: Einer wollte mit anderen die Gewaltherrschaft direkt angreifen. Beim Sturm auf die Polizeikaserne in der Hauptstadt kamen viele um. Er wusste noch nicht, dass man auf manche Art kämpfen kann. Als er nach drei Jahren mit über 80 anderen auf einem Boot wiederkam, fielen bei der Landung fast alle. Aber er und seine Genossen hatten aus ihren Fehlern gelernt. Sie gingen in die Berge. Zwei Jahre später siegte die Revolution.

## Hintergrund
Fassbinder lässt die Akteure meist wie beim Theater in statischen Einstellungen auftreten. Die Figuren sind teils historisch, teils im Stil der 70er Jahre gekleidet. Die Sprache ist ebenfalls eine Mischung aus altertümlicher Wortwahl und Agitprop der damaligen linken Bewegung.

„Da kommt einer und möchte gern, dass die Leute ihre miesen Verhältnisse ändern. Dazu will er die Leute aufrufen. Aber zunächst einmal muss er sie dazu bringen, ihm überhaupt zuzuhören und ihm zu glauben. Er ist also gezwungen, mit Mitteln zu arbeiten, die den Leuten vertraut sind. Schließlich hat er sie auf seine Seite gebracht, aber mit den Mitteln von gestern. Und mit dem, was er ihnen jetzt über die schöne Zukunft von morgen sagt, können sie nichts anfangen. Es ist Teil ihrer miesen Lage, dass sie sich eine andere gar nicht mehr vorstellen können. Hans Böhm scheitert daran, dass er die Aufklärung herzustellen versucht mit Techniken der Gegenaufklärung. Aber wie hätte er seine Arbeit sonst tun sollen?
Wir wollen keinen historischen Film machen. Wir wollen zeigen, wie und warum die Revolution scheitert. Dabei müssen wir jede historische Begrenzung, die uns dabei beengen würde, bewusst vernichten. Der Zuschauer darf nicht auf den Gedanken kommen: Ach ja, das geschah 1476. So ein Gedanke würde ihn beruhigen, aber er soll ja beunruhigt werden beim Zuschauen. Er soll sich ganz darauf konzentrieren, was die Leute in dem Film tun, nicht darauf, was sie dabei anhaben.“

Auf die Interview-Frage, ob er es sich leisten könne, die an ihn gestellten Erwartungen nicht zu erfüllen und sich frei fühle, etwas ganz Unerwartetes zu tun, antwortet Fassbinder 1980: „Ich denk schon, ja. Ich hab das zum Beispiel schon bei der ersten Fernseharbeit ... und das ist ein Glück, dass es da so gewesen ist. Das war damals die Niklashauser Fart, was als historischer Film geplant gewesen ist und wo ich mir einfach vier Wochen vor Produktionsbeginn gesagt habe: Ich hab überhaupt keine Lust, einen rein historischen Film zu machen, ich möchte so 'ne... so 'ne Collagen-Mischform-Erzählung machen. Ich hab das einfach gemacht und hab den Sender davon überzeugt, dass ich das so machen will. Ich bin eigentlich seitdem dabei geblieben, die Sachen dann so durchzusetzen [...].“
Der damalige WDR-Dramaturg Peter Märthesheimer antwortet auf die Interviewfrage, ob es damals auf den Film unvorhergesehene Reaktionen gegeben habe: „In dem Film sind ja höchst 'bedenkliche' Themen angesprochen worden. Es wurden schwerverständliche lateinamerikanische Überlegungen zur Weltrevolution zitiert, und es gab das Gerücht, dass Niklashauser Fart der offene Aufruf zum Klassenkampf wäre. Deswegen musste ich mich zur Rechenschaft bei den Arbeitgebervertretern ziehen lassen. [...]“
Peer Raben antwortet auf die Interviewfrage, ob sich sein Blick zurück auf 15 Jahre Fassbindersche Filmproduktion im Laufe der Jahre gewandelt habe: „Sie hat immer noch Gültigkeit, vielleicht gerade deshalb, weil sie ihrer Zeit verhaftet war. Ich würde sogar sagen, das einzige gültige Dokument, das es über das Lebensgefühl der späten sechziger Jahre gibt, ist die Niklashauser Fart, auch wenn der Film nicht in den sechziger Jahren spielt, sondern in irgendeinem deutschen Mittelalter.“

## Kritiken
„Fassbinder lässt das Zeitliche Zeitliches sein. Das hat seinen Grund darin, dass der Film in einer Phase der sog. ‚Studentenbewegung‘ gedreht wurde, in der sich einerseits die jungen Filmemacher dazu entschlossen hatten, keine explizit politischen Filme zu drehen, andererseits innerhalb der linken Bewegung sich revolutionäre, zur Gewalt entschlossene Gruppen herausbildeten, bis hin zu den ersten Vorläufern der RAF, die, wenn auch auf teilweise unterschiedliche Weise, die bestehenden Verhältnisse beseitigen wollten. Fassbinder greift – wie auch später etwa in Die dritte Generation oder Mutter Küsters Fahrt zum Himmel – mit diesem Film in diese Debatte ein, allerdings aus einer ihm eigenen Distanz zu allen Entwicklungen im Bereich der extremen Linken. […] Der Film ist eher gehalten wie eine Mischung aus Theaterstück, klassischer Tragödie und – intellektuellem Spaziergang. In etlichen Szenen reden die Revolutionäre über ihre Absichten und wie diese – die Enteignung der Reichen, die Schaffung von Gemeineigentum etc. – verwirklicht werden können und wie vor allem das einfache Volk dafür gewonnen werden kann. Dies geschieht zumeist auf Spaziergängen durch Wald und Wiesen. In anderen Szenen proklamieren die Revolutionäre frontal zum Publikum (und dem Volk) ihre Absichten, in Reimen, Liedern oder Reden. Auf einer dritten Handlungsebene wird sozusagen zur Tat geschritten.[…] Heute ist Niklashauser Fart ‚nur‘ noch eine Art Zeitdokument, ein Teil der Selbstdarstellung eines Teils der damaligen Linken, die sich in wenigen Jahren zersplitterte, verschwand, in Terrorismus ergoss oder den Marsch durch die Institutionen wagte, aus dem am Ende u.a. Die Grünen hervorgingen. Auf das Werk Fassbinders bezogen allerdings steht der Film in einem homogenen Kontinuum und ist daher zu Unrecht mehr oder weniger in Vergessenheit geraten.“

„Eine Film-Collage über die Revolution und ihr notwendiges Scheitern, Mixtur aus Godard und Glauber Rocha, aktuellem und historischen Material.“

„Durch seinen collagenartigen Aufbau spiegelt der Film die Tendenz zum dialektischen Kino wider und stellt einen weiteren Versuch dar, mit den konventionellen Erzählstrukturen des Kinos zu brechen. RWF selbst wollte den Zuschauer nicht ohne Konsequenzen in seine zeitlich distanzierte Filmwelt versetzen, sondern vielmehr eine politische Parallele zur Selbstreflexion um die Studentenbewegung schaffen.“

„Fassbinders neueste Arbeit – der für den WDR produzierte Farbfilm NIKLASHAUSER FART – handelt jetzt zum ersten Mal von der Überwindung dieser Ausweglosigkeit: also von der Revolution. In einer alten Chronik hat er die Geschichte eines bäuerlichen Aufrührers gefunden, der im 15. Jahrhundert auf Straßen und Plätzen die Aufhebung des Eigentums und die gerechte Verteilung aller Güter predigte, bis er schließlich auf Geheiß des Bischofs als Ketzer verbrannt wurde. Fassbinder freilich kommt es dabei nicht auf historische Authentizität an. Die einzelnen Stationen seiner Vorlage sind ihm nur Anlass, alle Möglichkeiten revolutionärer Arbeit in historischer Ungleichzeitigkeit und anachronistischen Tableaux aufzuzeigen. So sind dem rebellierenden Hans Böhm der Chronik (Michael König) von Anfang an die Vertreter heutiger Befreiungsbewegungen beigegeben: ein Black Panther und Glauber Rochas Antonio das Mortes. Sie ziehen durch die Dörfer, um einen Haufen Volks für den von der Jungfrau Maria prophezeiten Tag der Vergeltung zu sammeln. Sie agitieren vor bayerischen Barockkirchen oder in Steinbrüchen der Gegenwart und stellen die Frage: "Warum arbeitet einer, dass ein anderer die Lust haben kann?" Sie erklären in der Diktion Karl Valentins die Grundbegriffe der marxistischen Wirtschaftstheorie. Sie lernen das Lesen mit einer Methode der revolutionären Priester Lateinamerikas. Zwischen altdeutschen Chorälen und sozialistischen Kampfliedern, in der Kirche von gestern und auf den Müllhalden von heute entsteht so eine totale Topographie der Revolution. Einer Revolution freilich, die sich vor allem in ihrer Kultur – oder besser Subkultur – manifestiert: die Mythen und Märtyrer, die Bibelsprüche und roten Fahnen, die Internationale und die Beatrhythmen – und besonders die Zitate aus revolutionären Filmen von Godard bis Glauber Rocha verleihen den Revolutionären Fassbinders eine Aura der Irrealität. Die Seite der Herrschenden wird mit denselben Mitteln kenntlich gemacht: die Agonie der Bourgeoisie mit einem schwülen Psychodrama, in dem eine frustrierte Frau ihren stummen und gelähmten Gatten auf der Treppe vor ihrem Haus ersticht (auch das ein Zitat aus ANTONIO DAS MORTES), und die Impotenz des klerikalen Adels mit geschmäcklerischen Bildern, die den dekadenten Bischof in einem Rokokoschloss zeigen, wie er, umgeben von seinen Lustknaben und Mätressen, die exotische Ausdünstung eines Bauern genießt. Die Konfrontation dieser beiden Kulturen erreicht ihren Höhepunkt mit der Hinrichtung des Hans Böhm: Golgatha, die Schädelstätte, ist ein monströser Autofriedhof, wo die Revolutionäre gekreuzigt und verbrannt werden, wo der Bischof im Ornat aus dem Mercedes steigt. Fassbinder hat hier die Symbole der Unterdrückung in einem bombastischen Tableau vereinigt: die brutale Gewalt ebenso wie die Vergewaltigung durch Religion und Konsum. Nur der bewaffnete Aufstand, die soziale Weltrevolution, kann dieses festgefügte System der Herrschaft zerstören. Während die Chronik vom Revolutionär Hans Böhm zu Ende geht, beginnt mit den Worten "Macht kaputt, was euch kaputt macht!" auf den Straßen und in den Hinterhöfen der "Weltbürgerkrieg". Ihm haftet trotz aller Organisation dann auch Anarchistisches an: die jetzt kämpfenden Revolutionäre gleichen den Rebellen in den Wäldern um Paris in Godards Weekend. Bei Fassbinders Versuch, zur Ästhetik des revolutionären Kinos beizutragen, ist wohl eine gelungene, zwischen der Lyrik der Subkultur aller Zeiten und den Schlagworten der Revolution angesiedelte Agit-Prop-Chronik entstanden. Doch die Beunruhigung, die er mit seinen früheren Filmen erreichte, mag sich nicht mehr recht einstellen. Der Umgang mit dem Medium Film und seinen revolutionären Vertretern ist allzu perfekt, die Beliebigkeit des Nebeneinanders von Realität und Kinoerfahrung verleiht dem Film doch auch etwas von der Glätte leicht verdaulicher Kunstprodukte.“

„Der Niklashauser Fart kommt […] die Funktion eines Thesenfilms zu. Gerade durch seine immensen Widersprüche und Brüche wirkt er heute noch sehr lebendig und erscheint zugleich wie ein Missing Link innerhalb der Werkbiografie Fassbinders. […] 
Die Niklashauser Fart ist ein höchst eklektizistischer Film geworden, ein Patchwork aus Kostümen und Kulissen verschiedener Jahrhunderte, eine Collage aus Parolen und Psalmen, aus Rock-Rhythmen und Chorälen. Hans Böhm erscheint meist entrückt, ganz beseelt von seiner vermeintlichen Mission. In seinem unmittelbaren personellen Umfeld spaltet sich das Sendungsbewusstsein bereits in viele Einzelinteressen auf, erfährt Interpretationen und Umkehrungen. Böhms Begleiterin Johanna versucht, ihn ins irdische Leben zurückzuholen, will eine "normale" Partnerschaft, nimmt aber dann ihre Rolle an. Für die wohlhabende Bürgerin Margarethe, die ihr Haus dem Führungsstab der Rebellen öffnet, mischen sich Momente starker sexueller Verzückung ins soziale Engagement. Am merkwürdigsten fällt jene Rolle aus, die sich Fassbinder selbst geschrieben hat. Er gibt den "Schwarzen Mönch", einen sich in seiner modernen Alltagskleidung deplaziert zwischen den historischen Ausstattungselementen bewegender Grübler, der das Geschehen teils inspiriert, teils es kommentiert oder sogar stört. In dieser Figur formuliert sich das an Bertolt Brecht geschulte Gestaltungsprinzip des Films. Indem Fassbinder die Funktion des Chors aus dem attischen Drama übernimmt, Thesen wiederholt und in Frage stellt, verweist er immer wieder auf das Laboratorium, innerhalb dessen sich die Handlung vollzieht. Denn selbstverständlich geht es hier nicht um die authentische Heraufbeschwörung einer versunkenen Epoche oder die Identifikation mit den darin agierenden Figuren, sondern um das Hier und Jetzt. Fassbinder gibt, um mit Walter Benjamin in Bezug auf Brecht zu sprechen, "also nicht Zustände wieder, er entdeckt sie vielmehr. Die Entdeckung der Zustände vollzieht sich mittels der Unterbrechung von Abläufen" (Versuche über Brecht).
So bleibt wohl auch die Unterbrechung das auffälligste der in Niklashauser Fart angewandten Stilmittel. Durch die äußerst genaue, schwebende Kameraarbeit Dietrich Lohmanns und die durchweg prätentiöse Kunstsprache wird eine Basis geschaffen, die dafür sorgt, dass der Film eine gewisse formale Geschlossenheit bewahrt. Fassbinder unterbricht selbst noch die Unterbrechung, fügt unvermittelt Einschübe aus anderen Realitätsebenen hinzu. Sehr schön ist beispielsweise eine aus dem Nichts einmontierte, relativ lange Improvisationsszene mit der Münchner Avantgarde-Band Amon Düül II; oder jene Sequenz, in der Fassbinder plötzlich nicht mehr der "Schwarze Mönch" ist, sondern nur noch Fassbinder, der Filmemacher, der mit Hanna Schygulla einen Monolog einübt, den man wenige Minuten später in stark stilisierter Form auf der Leinwand zu sehen und zu hören bekommt. Hier legt der Film seine elementaren Mittel bloß, gibt Blicke in Schnürboden und Hinterbühne frei. Auch dies ist eine zweckgebundene Täuschung innerhalb der Täuschung, denn als (durch den Prozess geschulter) Zuschauer weiß man längst um den Inszenierungscharakter auch dieser Szene. Ein weiteres Mittel der Perspektiv-Verschiebung und -Vervielfältigung besteht im massierten Einsatz von visuellen und textlichen Zitaten. Ein meist stummer Begleiter im unmittelbaren Umfeld des Propheten trägt den Namen Antonio, der der filmischen Revolutionsparabel "Antonio das Mortes" (1968) des von Fassbinder verehrten Brasilianers Glauber Rocha entnommen wurde. Verlesen werden nicht nur Bibelstellen, sondern auch Sätze des Befreiungstheologen Camillo Torres oder des Black-Panther-Theoretikers Eldridge Cleaver. Hier ergibt sich ein Verweis zu Jean-Luc Godards One plus One (1968), in dem bereits Texte von Cleaver proklamiert worden waren. Auch die Kreuzigung Hans Böhms auf einem Autofriedhof zitiert One plus One. Lohmanns langsame Plansequenzen in der Horizontalen erinnern nicht zufällig an die von Raoul Coutard in Week End (1967) oder später an die Armand Marcos in Tout va bien (1972). Nie wieder war Fassbinder in seiner Arbeit Godard so nah wie in Niklashauser Fart, thematisch wie methodisch. Alles andere als ein Epigone, brauchte er diese temporäre Nähe, um sich durch sie zu seiner eigenen künstlerischen Identität durchzuarbeiten.“

## Musik
Im Film tritt die seinerzeit populäre Gruppe Amon Düül II auf und präsentiert einen ihrer Songs.